# Sárvári járás
A Sárvári járás Vas vármegyéhez tartozó járás Magyarországon, amely 2013-ban jött létre. Székhelye Sárvár. Területe 685,46 km², népessége 38 862 fő, népsűrűsége pedig 57 fő/km² volt 2013 elején. 2013. július 15-én két város (Sárvár és Répcelak) és 40 község tartozott hozzá.
A Sárvári járás a járások 1983. évi megszüntetéséig is létezett, és székhelye az állandó járási székhelyek kijelölése (1886) óta mindvégig Sárvár volt.

## Települései
| Település          | Rang (2013. július 15.) | Közös hivatal (2013) | Kistérség (2013. január 1.) | Népesség (2022) | Terület (km²) |
| ------------------ | ----------------------- | -------------------- | --------------------------- | --------------- | ------------- |
| Sárvár             | járásszékhely város     | Sárvár               | Sárvári                     | 14 314          | 64,65         |
| Répcelak           | város                   | Répcelak             | Sárvári                     | 2 482           | 13,82         |
| Bejcgyertyános     | község                  | Nyőgér               | Sárvári                     | 425             | 31,43         |
| Bő                 | község                  | Bő                   | Csepregi                    | 715             | 10,65         |
| Bögöt              | község                  | Szeleste             | Sárvári                     | 386             | 4,99          |
| Bögöte             | község                  | Nyőgér               | Sárvári                     | 308             | 20,74         |
| Chernelházadamonya | község                  | Bő                   | Csepregi                    | 216             | 7,85          |
| Csánig             | község                  | Répcelak             | Sárvári                     | 345             | 8,19          |
| Csénye             | község                  | Ikervár              | Sárvári                     | 685             | 19,12         |
| Gérce              | község                  | Gérce                | Sárvári                     | 1 099           | 18,3          |
| Gór                | község                  | Bő                   | Csepregi                    | 333             | 10,99         |
| Hegyfalu           | község                  | Bő                   | Sárvári                     | 755             | 11,89         |
| Hosszúpereszteg    | község                  | Gérce                | Sárvári                     | 642             | 37            |
| Ikervár            | község                  | Ikervár              | Sárvári                     | 1 632           | 35,34         |
| Jákfa              | község                  | Rábapaty             | Sárvári                     | 489             | 20,11         |
| Káld               | község                  | Nyőgér               | Sárvári                     | 1 019           | 42,44         |
| Kenéz              | község                  | Szeleste             | Sárvári                     | 268             | 7,17          |
| Megyehíd           | község                  | Szeleste             | Sárvári                     | 318             | 5,99          |
| Meggyeskovácsi     | község                  | Nyőgér               | Sárvári                     | 716             | 24,64         |
| Mesterháza         | község                  | Bő                   | Csepregi                    | 146             | 4,19          |
| Nagygeresd         | község                  | Uraiújfalu           | Csepregi                    | 248             | 9,4           |
| Nemesládony        | község                  | Uraiújfalu           | Csepregi                    | 160             | 5,67          |
| Nick               | község                  | Répcelak             | Sárvári                     | 559             | 11,4          |
| Nyőgér             | község                  | Nyőgér               | Sárvári                     | 326             | 10,73         |
| Ölbő               | község                  | Rábapaty             | Sárvári                     | 685             | 23,53         |
| Pecöl              | község                  | Ikervár              | Sárvári                     | 731             | 17,31         |
| Porpác             | község                  | Sárvár               | Sárvári                     | 158             | 6,2           |
| Pósfa              | község                  | Szeleste             | Sárvári                     | 261             | 5,35          |
| Rábapaty           | község                  | Rábapaty             | Sárvári                     | 1 710           | 21,41         |
| Répceszentgyörgy   | község                  | Bő                   | Csepregi                    | 134             | 5,75          |
| Sajtoskál          | község                  | Bő                   | Csepregi                    | 356             | 9,41          |
| Simaság            | község                  | Uraiújfalu           | Csepregi                    | 566             | 10,13         |
| Sitke              | község                  | Sárvár               | Sárvári                     | 703             | 27,2          |
| Sótony             | község                  | Nyőgér               | Sárvári                     | 609             | 14,93         |
| Szeleste           | község                  | Szeleste             | Sárvári                     | 651             | 20,75         |
| Tompaládony        | község                  | Bő                   | Csepregi                    | 325             | 9,44          |
| Uraiújfalu         | község                  | Uraiújfalu           | Sárvári                     | 835             | 19,08         |
| Vámoscsalád        | község                  | Uraiújfalu           | Sárvári                     | 287             | 11,78         |
| Vásárosmiske       | község                  | Gérce                | Sárvári                     | 350             | 13,42         |
| Vasegerszeg        | község                  | Uraiújfalu           | Sárvári                     | 342             | 12,72         |
| Vashosszúfalu      | község                  | Gérce                | Sárvári                     | 377             | 13,92         |
| Zsédeny            | község                  | Rábapaty             | Sárvári                     | 201             | 6,43          |